# 阿紫
阿紫（あし）は、金庸の武俠小説『天龍八部』に登場する架空の人物で、段正淳の娘であり、段誉と阿朱の妹（正確には段誉と阿朱・阿紫姉妹の関係は又いとこである）。阿朱の婚約者であった蕭峯にとっては義妹（阿朱は蕭峯と結婚する前に死んだため、正確には義兄妹の関係ではない）。

## 性格・人格
人をいたぶることを好み、残虐な仕打ちを繰り返す。容姿は秀麗だが、したたかで口がうまく、他人の歓心を買うのに長けている。
姉の婚約者であった蕭峯にも毒針を吹きつけるなど悪辣な行為に及ぶが、実際のところは彼を深く思慕しており、己の気持ちに気づかない蕭峯に苛立ちを見せることもある。

## 生涯
大理の鎮南王である段正淳と阮星竹の間に生まれる。しかし段正淳にはすでに正妻がおり、阮星竹らを大理へ伴っていくことができず、二人は別れた。阮星竹の実家は厳しく、父親のない子を連れ帰ることができなかったため、阿朱と阿紫はそれぞれ別の家に預けられて育てられた。
父親の段正淳と再会時には、段正淳の部下をいたぶり、自死に追い込んでいる。
阿朱の死後、「妹の面倒を見てやってほしい」という阿朱の遺言を笠に着て、蕭峯にまとわりつく。星宿派に捕えられて処刑されかけるが、蕭峯の助けを得て一番弟子の座を獲る。
しかし北へ向かう道中、蕭峯に毒針を吹きつけて反撃を受け、重傷を負った。
傷が癒えた後も、事あるごとに阿朱の遺言を持ち出しては蕭峯に無理を言い、彼の関心を引こうとしたものの、結局それは最期までかなわなかった。
また、虚竹と出会ったときは、世間知らずで純朴な彼をもてあそび、わざと肉を食べさせるなどの悪質ないたずらを仕掛けた。
丁春秋の毒により失明するが、游坦之により救われ、彼の眼球を移植されることで視力を取り戻す。
游坦之から狂おしいほどの愛情を向けられたが、彼が「化功大法」の修練のために命を落としかけたり、阿紫のために己の眼球を差し出したりしても、全く応えようとしないばかりか、邪険に扱った。
その内心には、蕭峯への強い思いがあったからである。
しかしその思いも報われず、蕭峯の死を目にして正気を失い、彼女自身も命を落とした。

## 武功
内力・武術はともに平凡だが、水練の達人。
亀息功（きそくこう）
星宿派の技。呼吸や鼓動が止まり、死んだように見える。この技を使っている間は何も見えず、何も聞こえない。

## その他
1965年に金庸が欧州外遊に出た際、友人である作家の倪匡に代筆を頼んだところ、倪匡は阿紫を嫌って、金庸に無断で彼女を失明させてしまった。